# Любятув (Опольське воєводство)
Любятув (пол. Lubiatów, нім. Lobedau) — село в Польщі, у гміні Отмухув Ниського повіту Опольського воєводства.
Населення — 296 осіб (2011).

## Демографія
Демографічна структура станом на 31 березня 2011 року:
|          | Загалом | Допрацездатний вік | Працездатний вік | Постпрацездатний вік |
| -------- | ------- | ------------------ | ---------------- | -------------------- |
| Чоловіки | 142     | 28                 | 97               | 17                   |
| Жінки    | 154     | 28                 | 84               | 42                   |
| Разом    | 296     | 56                 | 181              | 59                   |